# Parasyrisca shakhristanica
Parasyrisca shakhristanica Ovtsharenko, Platnick & Marusik, 1995 è un ragno appartenente alla famiglia Gnaphosidae.

## Etimologia
Il nome della specie deriva dal passo tagico in cui sono stati rinvenuti gli esemplari: il passo Shakhristan; in aggiunta il suffisso -ica che, a detta del descrittore, è un'arbitraria combinazione di lettere.

## Caratteristiche
L'olotipo maschile rinvenuto ha lunghezza totale è di 12,90mm; la lunghezza del cefalotorace è di 4,65mm; e la larghezza è di 3,90mm.

## Distribuzione
La specie è stata reperita in Tagikistan: l'olotipo maschile e l'allotipo femminile sono stati rinvenuti a 2600-2800 metri di altitudine nella località di Kusavli-sai, nei pressi del passo Shakhristan (3378 m), appartenente alla catena montuosa Turkestan.

## Tassonomia
Al 2015 non sono note sottospecie e dal 1995 non sono stati esaminati nuovi esemplari.